# Invasione (Magic)
Invasione (Invasion in inglese) è un'espansione del gioco di carte collezionabili Magic: l'Adunanza, edito da Wizards of the Coast. In vendita in tutto il mondo dal 2 ottobre 2000, è il primo set di tre del blocco di Invasione, che comprende anche Congiunzione e Apocalisse.

## Ambientazione
(Urza)
Tutta la storia dei primi sette anni di Magic era destinata a concludersi con le vicende narrate nel ciclo di Invasione. La grande catastrofe che tutti temevano alla fine si compirà: Phyrexia invade Dominaria. Dopo millenni di preparazione per questa guerra il piano dimensionale artificiale di Phyrexia, sotto la guida del suo supremo signore il dio Yawgmoth, è pronto per invadere Dominaria, il vasto piano al centro del multiverso. Ma il potente viandante dimensionale Urza è preparato, con un piano millenario per distruggere Phyrexia. Ha stretto alleanze con altri viandanti ed è riuscito a mettere insieme una coalizione formata da tutti i popoli che abitano Dominaria, un tempo divisi e in lotta fra loro adesso combattono fianco a fianco, minotauri di Hurloon, elfi di Llanowar, tritoni di Vodalia e poi eserciti umani, lucertole viashino, goblin, non-morti, la natura stessa insorge contro l'invasione delle macchine assassine di Yawgmoth, e dai luoghi più remoti e selvaggi del piano emergono i kavu, bestie che sembrano essere un'incarnazione della volontà di Dominaria stessa di sopravvivere. In prima linea vanno però i metathran, un esercito di superuomini creati da Urza apposta per questa guerra, mentre l'equipaggio della nave volante Cavalcavento continua la propria missione: mettere insieme l'arma dell'eredità, uno strumento che Urza sostiene in grado di condurli alla vittoria.

## Caratteristiche
Invasione è composta da 350 carte, stampate a bordo nero, così ripartite:
- per colore: 45 bianche, 45 blu, 45 nere, 45 rosse, 45 verdi, 71 multicolori, 22 incolori, 32 terre.
- per rarità: 110 comuni, 110 non comuni, 110 rare e 20 terre base.

Il simbolo dell'espansione è il simbolo della Coalizione, e si presenta nei consueti tre colori a seconda della rarità: nero per le comuni, argento per le non comuni, e oro per le rare.
Invasione è disponibile in bustine da 15 carte casuali, in mazzi da torneo contenenti 75 carte assortite casualmente, e in quattro mazzi tematici precostituiti da 60 carte ciascuno:
- Blowout (nero/rosso)
- Dismissal (blu/nero)
- Heavy Duty (verde/bianco)
- Spectrum (bianco/blu/nero/rosso/verde)

### Prerelease
Invasione fu presentata in tutto il mondo durante i tornei di prerelease il 23 settembre 2000, in quell'occasione venne distribuita una speciale carta olografica promozionale: il Kavu Furioso, che presentava il nome e il testo della carta in latino. È stata la prima carta promozionale delle prerelease su tre a essere stampata in una lingua morta.

### Ristampe
Nel set sono state ristampate le seguenti carte da espansioni precedenti:
- Angelo della Misericordia (dai set introduttivi Portal Seconda Era e Starter 1999)
- Catene (dall'espansione Esodo)
- Giorno Sacro (dall'espansione Leggende)
- Luce Accecante (dall'espansione Mirage, presente anche nei set introduttivi Portal e Starter 1999)
- Ali Evanescenti (dall'espansione Tempesta)
- Disturbo (dall'espansione Cavalcavento)
- Terreno Illusorio (presente in tutti i set base fino alla Sesta Edizione compresa)
- Bruciare l'Anima (dall'espansione Era Glaciale)
- Carne Maledetta (dall'espansione Esodo)
- Disprezzo Sconsiderato (dall'espansione Tempesta)
- Ratti Famelici (presente nell'espansione Destino di Urza, nei set introduttivi Portal Seconda Era e Starter 1999 e nei set base dall'Ottava Edizione alla Decima Edizione comprese)
- Corona di Fiamme (dall'espansione Tempesta)
- Furia Maniacale (dall'espansione Esodo, presente anche nel set speciale Battle Royale)
- Stordire (dall'espansione Tempesta)
- Elfi di Quirion (dall'espansione Mirage)
- Erpice (dall'espansione Tempesta)
- Terreno Fertile (dall'espansione Saga di Urza, presente anche nel set speciale Battle Royale)
- Tranquillità (presente in tutti i set base fino alla Settima Edizione compresa, oltre che nei set di espansione Tempesta e Maschere di Mercadia e nel set speciale Battle Royale)
- Lobotomia (dall'espansione Tempesta)
- Simoon (dall'espansione Visioni)

## Novità
Invasione ripropone, sviluppandola molto, una meccanica abbandonata nel gioco da diverso tempo: le magie multicolori. Inoltre presenta la nuova abilità potenziamento, e un nuovo genere di carte: le cosiddette carte split.

### Nuove abilità

#### Potenziamento
È un'abilità che può avere qualsiasi magia, ti permette di pagare un costo aggiuntivo quando la giochi per ottenere un effetto in più. Ad esempio una creatura potrebbe entrare in gioco con un segnalino +1/+1 se è stato pagato il suo costo di potenziamento, o una stregoneria che normalmente ti farebbe guadagnare punti vita potrebbe fartene guadagnare il doppio pagando il potenziamento. Solitamente come costo di potenziamento è richiesto un certo ammontare di mana da pagare, ma può capitare che alcune carte richiedano di sacrificare dei permanenti, pagare dei punti vita o altro ancora.

### Carte Split
Le carte split sono due mini-carte complete stampate al posto di un'unica carta. È come avere due carte in una, quando scegli quale giocare non devi più considerare l'altra. Il retro di queste carte è uguale a quello di tutte le altre per evitare che vengano riconosciute prima di essere giocate.